# 忍者龜：變種大亂鬥
是一部2023年美國動畫超級英雄電影，改編自凱文·伊斯特曼和彼得·萊爾德共同創作的同名超級英雄團隊，由傑夫·羅維執導，劇本的編寫包括塞斯·羅根、伊凡·戈博、羅維、丹·赫南德茲和班吉·薩米特；主要配音陣容則有米卡·艾比、小夏蒙·布朗、漢尼拔·布瑞斯、罗丝·伯恩、尼可拉斯·坎圖、約翰·希南、成龍、冰塊酷巴、娜塔希亞·德米特里厄斯、阿尤·艾德維利、吉安卡洛·伊坡托、巨星·馬龍、布雷迪·努恩、塞斯·羅根、保羅·路德和瑪雅·魯道夫。該電影主要簡述經過多年與人類世界的隔離，四名忍者龜踏上透過施行英雄之舉，試圖令人類接受自己的冒險旅程。
尼克動畫工作室於2020年6月宣布了《忍者龜：變種大亂鬥》的消息，由羅根、戈德和詹姆斯·韋弗在他們的灰點映像旗下擔任製片人，並由羅維擔任導演。不久後，凱勒·斯皮爾斯加入了該片擔任聯合導演。動畫製作由位於蒙特利爾和巴黎的Mikros Animation以及溫哥華的Cinesite負責，並且主要受到學生筆記本的素描影響。為了探索忍者龜的青少年屬性，電影製片人從青少年成長電影中獲得靈感。大部分演員陣容於2023年3月公佈。特倫特·雷澤諾和阿提克斯·羅斯創作了音樂配樂。该片預算7000萬美元，全球的票房收入达1.8亿美元，并因其演出、剧本和风格化动画而获得积极评价。一些评论家将其评为最佳《忍者龜》电影。
《忍者龜：變種大亂鬥》於2023年6月12日作為仍在製作的作品在安錫國際動畫影展上進行了放映，並由派拉蒙影業排定於2023年8月2日美國上映。電影獲得正面為主的評價，視覺動畫、幽默活潑的風格、主題、配音演出、動作場面、創意、節奏、角色情感刻畫為評論聚焦的優點，但也有部分評論家詬病片長以及劇情稍嫌雜亂。其續集和為Paramount+平台製作的衍生電視劇也在隨後宣布開發。本片入圍第96屆奧斯卡金像獎最佳動畫片角逐名單，第51屆安妮獎和皮克斯動畫工作室出品的《元素方城市》並列6項獎項提名。續集《忍者龜：變種大亂鬥2》預定2026年10月9日於美國上映。

## 配音員
- 尼可拉斯·坎圖（Nicolas Cantu）聲演李奧納多
- 米卡·艾比（Micah Abbey）聲演多納太羅（英语：Donatello (Teenage Mutant Ninja Turtles)）
- 小夏蒙·布朗（Shamon Brown Jr.）聲演米開朗基羅（英语：Michelangelo (Teenage Mutant Ninja Turtles)）
- 布雷迪·努恩（英语：Brady Noon）聲演拉斐爾
- 成龍聲演史林特（英语：Splinter (Teenage Mutant Ninja Turtles)）
- 阿尤·艾德維利（英语：Ayo Edebiri）聲演艾波·歐尼爾（英语：April O'Neil）
- 塞斯·羅根聲演咆勃（英语：Bebop and Rocksteady）
- 約翰·希南聲演搖滾萬歲（英语：Bebop and Rocksteady）
- 漢尼拔·布瑞斯聲演成吉思蛙（英语：Genghis Frog）
- 蘿絲·拜恩聲演皮頭（英语：Leatherhead (Teenage Mutant Ninja Turtles)）
- 冰塊酷巴聲演蒼蠅博士（Superfly）
- 巨星·馬龍聲演魟菲力（英语：Ray Fillet）
- 保羅·路德聲演猛多壁虎（英语：Mondo Gecko）
- 瑪雅·魯道夫聲演辛西亞·烏創（Cynthia Utrom）
- 娜塔希亞·德米特里厄斯（英语：Natasia Demetriou）聲演蝙蝠妹（英语：Wingnut）
- 吉安卡洛·伊坡托聲演貝斯特·史塔曼（英语：Baxter Stockman）

## 製作
2018年，拉姆西·安·奈托在尼克兒童頻道擔任職位後，與布萊恩·羅賓斯商討了《忍者龜》電影的製作團隊選拔問題。最終，決定由塞斯·羅根領銜，並很快加入了傑夫·羅維。2020年6月，尼克動畫工作室宣布正在製作一部由派拉蒙影業發行的《忍者龜》動畫電影，這將是該工作室首部全電腦製作的動畫長片。該片由《米家大戰機器人》的聯合導演傑夫·羅維執導，布蘭登·歐布萊恩編劇，塞斯·羅根和伊凡·戈博擔任製片人。在2020年8月接受Collider的採訪時，塞斯·羅根
透露，電影將強調《忍者龜》中的青少年元素。他稱：「作為一個《忍者龜》的忠實粉絲，『青少年』這個元素總是對我影響深遠。作為一個熱愛少年電影並且製作了許多少年電影的人，我職業生涯的開端便是編寫一部少年電影，這個元素對我來說非常令人振奮。這不是要忽視其他方面，而是將它作為電影的出發點。」
2021年6月，羅根在他的推特上公佈上映日期。2021年10月，據透露該片暫定名稱為《忍者龜：下一章》（Teenage Mutant Ninja Turtles: The Next Chapter）。2022年2月，正式定名為《忍者龜》（Teenage Mutant Ninja Turtles）。同日，公佈首張概念藝術。2022年11月，更名為《忍者龜：變種大亂鬥》（Teenage Mutant Ninja Turtles: Mutant Mayhem）。2023年3月，公佈聲演名單。

### 編劇
羅根、伊凡·戈博和羅維，與編劇團隊丹·赫南德茲和本吉·薩米特一同獲得了編劇榮譽，Brendan O'Brien和前三者被列為「故事原案」的製作人之一。他們希望這部電影能夠強調忍者龜的青少年面向。羅維將《變種大亂鬥》比作成長電影《伴我同行》（1986年）和《淑女鳥》（2017年），並表示他的目標是創作出「最終極致的青少年成長電影」。他形容忍者龜具有「青少年在自信方面有很多不真實的表現」，並補充說「當你是一個少年時，你不知道得更好，所以你帶著這種被炒作起來的感覺，認為『我們可以做任何事情！』」。其他影響的作品則包括《成长边缘》（2016）、《怪傑與怪咖》（1999-2000年）和《PEN15》（2019-21年）。
編劇們希望創造自己版本的忍者龜故事，並未考慮所有前幾版的元素。羅維解釋他們的目標是「使其更加合乎邏輯」，並且在許多方面都經過了「略過」，以便使其真正基於角色和可關聯性的地方運作。他提到他們欣賞經典忍者龜玩具系列，這也是為何許多變種人角色出現在電影中的原因。許瑞德原本將在《變種大亂鬥》登場，但後來被排除在外，因為他們希望電影的反派是一個能與忍者龜有聯繫，並被忍者龜所吸引和誘惑的突變體。然而在電影的片尾彩蛋中，許瑞德仍然以無台詞的客串方式出現。蒼蠅博士最初會成為巴克斯特·斯托克曼的變種版本，而斯托克曼則在其他忍者龜媒體中則變成變種蒼蠅人，但最終則採取令兩個角色各自獨立。
戈博將整部電影描述為關於一位父親、他的四個兒子和家庭重要性的故事。電影中的一個主題是「接受」。忍者龜與世隔絕的情境意味著青少年希望融入的渴望，而他們的父親史林特在被人類拒絕後，對人性感到最壞的恐懼。這個主題是羅根和戈博早期提出的概念。羅維覺得這是系列之前未曾探討過的事情，他說「它以一種方式承認了這些奇幻的事物，將它們扎根於現實世界中」。

### 選角
2023年3月4日的尼克兒童頻道兒童選擇大獎上，羅根透露了演員尼可拉斯·坎圖、米卡·艾比、小夏蒙·布朗和布雷迪·努恩被選為忍者龜們的配音員，其他在典禮上公開揭示其相應角色的演員包括羅根本人、漢尼拔·布瑞斯、罗丝·伯恩、約翰·希南、成龍、冰塊酷巴、娜塔希亞・德米特里厄斯、阿尤·艾德維利、吉安卡洛·伊坡托、波兹·马龙、保羅·路德和瑪雅·魯道夫。
《變種大亂鬥》是首次由四名青少年演員飾演全部四隻忍者龜的作品。在此之前，僅有1990年的《忍者龜》中，時年19歲的科里·費爾德曼飾演的多納太羅，羅根最初表示，他們將於2021年6月為這些角色選擇青少年演員。他認為這一決定使《變種大亂鬥》從以前的忍者龜版本中脫穎而出，稱這種「非常直觀的事情變成了真正開闊我們版本的事情；感覺上讓它變得非常獨特。像這樣的事情，我認為是進入這個內容的令人興奮的方式。」
共有數百名演員參加了忍者龜的角色試鏡。羅維親自觀看每一盤錄音帶，並將範圍縮小到他認為適合的幾個演員。他將這些聲音編輯到角色設計中以找出最合適的配音者。最終在經過一系列試鏡後，坎圖、艾比、布朗和努恩一起進行最終的試鏡，並最終獲得了各自的角色。羅維對這四位演員的表現感到非常滿意，形容他們為「完美的」，並將試讀過程描述為「充滿活力的」。在招募成龍時，羅維特地寫了一封信給他，詢問他是否有意成為《忍者龜》電影的一部分。製作團隊也與冰塊酷巴進行了會議，並告知他的角色名稱是蒼蠅博士，他聽到後笑了並欣然接受。成龍決定參與的其中一個原因是，他與兒子一起觀看了許多忍者龜的作品，這個系列對他來說意義非凡。
艾比在扮演多納太羅時，從他的朋友特質和之前角色的表現中獲得靈感。布朗則在試鏡過程中，並不想為米開朗基羅做典型的「衝浪！哥們」的聲音。並受到布蘭登・麥可・史密斯在《忍者龜之風雲再起》（2018-2020）中對角色的表現所啟發，並想以「自己的方式」詮釋。坎圖希望為李奧納多帶來「焦慮的質感」，感覺到「領導團隊伴隨著一種焦慮的程度」。努恩希望將拉斐爾的憤怒與更輕鬆幽默的表演平衡，使他更具關聯性。艾德維利在扮演艾比時，希望回想起她的青少年時代，並深入著對於角色的堅持。

### 錄音
與常規動畫電影的錄音相反，《變種大亂鬥》的演員陣容並非各自獨立錄製聲音角色，而是以小組形式一同錄製。一次錄音會話中可能包含最多七名演員。這種環境使演員可以互相配合，在表演中大量運用即興表演。羅根這方面受到了在《獅子王》（2019）中與唐納·葛洛佛和比利·艾希納一同錄製的經驗的影響，因此他將這種方法應用於《變種大亂鬥》。他對這個過程這樣描述：
每一個錄音會話，我們都將人們分在一起。所以每次錄製四隻忍者龜時，他們都在一起。我和約翰·西納飾演咆勃和搖滾萬歲，我們一起錄製。冰塊酷巴和孩子們也有許多場景，他們也共同在一起錄製。所以我們確實在《忍者龜》方面進行努力，並盡力去做出，彷彿在同一時間有很多人在同一地方時會產生的那種即興能量。」
羅根特別讚揚了坎圖、艾比、布朗和努恩的表現，並表示他們試圖在電影中「捕捉他們實際之間的互動方式」。他回憶起一次與這四位演員的錄音會話，以及「他們會一起在錄音室的廚房裡閒逛，他們會互相交談，互相取笑；彼此間互相尖叫。」 根據他的說法，正是這個事件促使他們開始讓這四位一同錄製，因為他認為這種能量正好適合電影。

### 動畫製作及設計
《忍者龜：變種大亂鬥》由位於蒙特利爾和巴黎的Mikros Animation，以及溫哥華的Cinesite進行動畫製作。根據執行製片人拉姆齊·麥克比恩（Ramsay McBean）的說法，Mikros和Cinesite兩家公司，共有約120名藝術家參與了該片的製作。
與他之前的作品《米家大戰機器人》一樣，羅根希望《變種大亂鬥》獨特的美術風格，與人們對動畫電影的期望有所不同。導演們的目標是使其極度接近概念藝術。他受到在青少年時期在學校筆記本上畫的草圖的啟發，這些草圖往往有很多誇張的特徵、尖刺和隨意的效果線，並希望電影的動畫能夠反映出類似的感覺。羅維將電影的草圖外觀描述為其「北極星」，就像漫畫書風格的外觀對於《蜘蛛人：新宇宙》（2018）一樣。笠井由勝發現將電影的草圖風格和未完成風格融入製作是最困難的部分之一。他和羅維鼓勵藝術家擁抱他們的不完美，像青少年一樣自由的繪畫。
對此，笠井引用著1987年的電視系列、原始電影系列和經典玩具系列作為製作團隊的重要靈感來源。他表示：「我們回顧了那個時候，淺薄的惡趣味幽默是當時的喜劇風格。所以我們從那裡開始，但隨後我們在頂部添加了青少年的繪畫風格，作為非常強大的頂層。」他還引用了《重慶森林》（1994）對電影視覺的重大影響。由於電影的許多場景都在夜間進行，藝術家花了很多時間來豐富夜間紐約市的外觀，並賦予它多種不同的色彩方案。在動作場面方面，製片人則特地研究了成龍的電影，如《警察故事》（1985年）和《紅番區》（1995年）。
羅維和首席角色設計師伍德羅·懷特（Woodrow White）力推更纖瘦版本的忍者龜，並使主要的四個角色更具有青少年的身材。與米開朗基羅及其牙套一樣，唐尼托羅被配戴眼鏡，不是作為一個極端的特徵，而是青春期的象徵。對於懷特希望將角色的父親屬性表現出來，使他看起來「邋遢」來自於為父母的壓力。作為忍者大師，史林特穿著一個從浴袍上剪下的肩衣，這也反映了角色的自製性質。此外，懷特給了他運動褲，他將其描述為「在家庭中很常見的基本服飾。」，其中《谋杀绿脚趾》（1998）中，傑夫·布里吉飾演的西奧多·唐納·「唐尼」·克拉巴索斯，成為史林特穿搭的靈感，史林特的體格則受到丹尼·德维托的啟發。並在設計角色時也研究真實老鼠的照片。
懷特不希望讓萊瑟希德看起來過於肌肉發達，而是非常像實際的鱷魚，如果它站在兩條腿上的話。他在設計成吉思蛙時與笠井合作，將該角色的外觀建立在赫蛙的外貌之上。搖滾萬歲的頭部被設計得更大，以強調角色的犄角，懷特認為這是犀牛的顯著特徵。對於魟菲力，他希望角色更具「威脅性的邊緣」，並「注入更多的魔鬼魟」的特徵，使角色更加恐怖。

### 攝影
攝影主管肯特·塞基希望通過保持近距離、手持和生動的攝影方式來突顯忍者龜的年輕活力。他將這種方式描述為「拍攝時彷彿在逃跑」，並以青少年喜歡惹麻煩的天性作為靈感。為了捕捉忍者龜在喜劇和動作中的滑稽行為，他採用了「紀實電影」風格的拍攝方式，以艾曼纽尔·卢贝兹基和斯派克·琼斯的作品塑造了這種外觀。
塞基還試圖將琼斯的手持風格與早期的保羅·湯瑪斯·安德森和他的攝影師羅伯特·艾爾斯威特在《波吉夜狂》（1997）中的作品相對比，形成一種更加正式的攝影語言。在拍攝場景時，他們會在這兩種不同的方法之間交替，以呈現青少年世界和成年世界的對立：「所以如果孩子們受到史林特的訓斥，[我們]的攝影工作會更加穩定，然後當我們回到孩子們身上時，攝影會更加手持，更加輕鬆，這些元素開始潛入攝影中。」

### 音樂
音樂方面，宣布由特倫特·雷澤諾和阿提克斯·羅斯作曲，加布·希爾弗擔任音樂監製。瑞茲納的廠牌The Null Corporation於2023年7月28日發行了該片的原聲大碟。《變種大亂鬥》的原聲大碟包含了來自流行藝術家的嘻哈音樂，強調了經典东海岸嘻哈，以配合電影的背景。值得注意的是，《忍者龜II》（1991）中的香草冰演唱的「忍者饒舌」在電影中出現。電影中使用的許多歌曲都是羅根和羅維經常聽的歌曲。派拉蒙影業於2023年7月19日在Spotify上發布了官方播放列表。

## 營銷
在2022年6月的安錫國際動畫影展上，羅維討論了電影並展示了一小段動畫片段。來自/Film的拉斐爾·莫塔馬約爾（Rafael Motamayor）將電影的視覺美學與《奧術》相比，兩者都具有他形容為有趣的「朋克」風格。為了配合2022年8月的片名公佈，一幅宣傳電影的壁畫在紐約市展出。2022年12月，PeaTos和派拉蒙消費品宣布，PeaTos的脆皮披薩環將在電影發佈的時機推出具有《變種大亂鬥》品牌的促銷活動。
隨著演員陣容的公佈，預告片於2023年3月4日在尼克兒童選擇獎上首次播出。3月6日，一個以探索一族的《Can I Kick It?》為背景音樂的預告片在線上發布。The Verge的查爾斯·普利亞姆-摩爾（Charles Pulliam-Moore）對預告片給予了正面的評價，並稱讚了動畫的「華麗」，突顯了它的「草圖般的藝術風格和磨砂/骯髒的質感」，The Escapist撰文的馬修·拉扎克（Matthew Razak）同樣讚揚了預告片，並注意到與之前的描繪相比，這些青少年忍者龜更具年輕特質，他評論道：「這些《忍者龜》實際上聽起來和看起來像青少年。」電影的延伸片段於4月27日在CinemaCon上展示。The A.V. Club對其幽默、動畫和聲音表現給予了正面的評價。
5月31日，官方全長預告片發布。Gizmodo的詹姆斯·惠特布魯克（James Whitbrook）稱其“在視覺上絕對令人驚嘆”，並讚賞預告片在「與忍者龜一起度過更多休息時間，他們對比起成為變種人忍者青少年所提供的生活更加正常的渴望」。
Pizza Hut於6月21日宣布了《變種大亂鬥》的新廣告活動，包括在紐約市地鐵站進行地下送餐、擴增實境（AR）手機遊戲、以電影為主題的比薩盒和電視廣告。《忍者龜：變種大亂鬥》體驗活動於7月23日至8月1日期間在紐約市和洛杉磯舉行，讓客人探索忍者龜的地下下水道藏身處。由Gamefam開發的官方Roblox影像遊戲將與電影同步發布。

## 發行
《忍者龜：變種大亂鬥》於2023年6月12日在安錫國際動畫影展上作為一部仍在製作的作品進行首映。根據TheWrap的報導，所展示的版本中「有一些粗糙的動畫場景，但其他方面已經完成」，包括配樂。在放映結束時，該片獲得了長達六分鐘的起立鼓掌，觀眾和社交媒體反應及評價均為正面。《變種大亂鬥》於8月2日在美國以杜比影院、4DX和RealD 戲院等格式上映。該片在正式上映之前還進行了幾場宣傳性的提前放映。
該電影最初計劃於8月11日上映，但後來提前了一周至8月4日，然後又提前了兩天至目前的日期。在英國，該片提前兩天上映，即7月31日。。
《忍者龜：變種大亂鬥》2024年3月9日於串流平台HBO GO上架。

## 迴響

### 評價
根据評論匯總网站爛番茄汇总的239篇评论文章，96%的评论家给予该作正面评价，平均打分为7.6分（满分10分）。该网站总结的评论家共识是“《忍者龜：變種大亂鬥》以其獨特的視覺風格和抓住了該系列吸引力精髓的故事，成為適合全家人觀看的動畫作品。”。Metacritic收录47条评论，平均得分74/100，表示“普遍好评”。

### 票房
在美國和加拿大，《忍者龜：變種大亂鬥》被外界預估在上映前五天將從3851家影院獲得3000萬至4500萬美元的票房。該片首日票房為1020萬美元（包括週二晚間預映的385萬美元），隔日票房為487萬美元，上映前五天票房為4308萬美元。

## 未來
在2022年6月，羅賓斯表示有多部動畫版忍者龜電影的計劃。在2023年7月的一次採訪中，羅伊表示有意參與一部以許瑞德為主題的續集。同月晚些時候，有報導稱已經批准了一部續集以及一部供Paramount+平台的2D動畫電視劇《忍者龜之都市傳奇》。羅伊將重返執導長篇續集，灰點映像將共同製作續集和該劇。

## 外部連結
- 互联网电影数据库（IMDb）上《忍者龜：變種大亂鬥》的资料（英文）
- Box Office Mojo上《忍者龜：變種大亂鬥》的資料（英文）
- 爛番茄上《忍者龜：變種大亂鬥》的資料（英文）
- AllMovie上《忍者龜：變種大亂鬥》的资料（英文）
- Metacritic上《忍者龜：變種大亂鬥》的資料（英文）
- 開眼電影網上《忍者龜：變種大亂鬥》的資料（繁體中文）
- 豆瓣电影上《忍者龜：變種大亂鬥》的資料 （简体中文）